# Suri várkastély
A Suri várkastély (首里城; Suri-dzsó; Hepburn: Shuri-jō), okinavai nyelven: Szui gusiku (; Hepburn: Sui gushiku) várkastély (Okinavára jellemző guszuku) Suriban (ma Naha városrésze), az UNESCO világörökség része. 1429 és 1879 között a Rjúkjúi Királyság királyi palotája volt, az 1945-ös okinava csatában szinte teljesen elpusztult. 1992-ben részben újjáépítették. 2019. október 31-én a kastély több terme egy tűzben megsemmisült. Okinava kormányzója ígéretet tett az újjáépítésére.

## Története
Pontos építési ideje nem ismert, az viszont biztos, hogy a Szanzan-korban (1322–1429) már használták. Amikor Só Hasi király egyesítette a három okinavai királyságot és létrehozta a Rjúkjúi Királyságot, Suri lett a főváros, a Suri várkastély pedig a király rezidenciája. A várkastély több száz évig volt a királyság központja, többször leégett és mindannyiszor újjáépítették. 1609-ben, Só Nei uralkodása alatt a Szacuma-han szamurájserege elfoglalta a várkastélyt és foglyul ejtette a királyt, aki csak akkor térhetett vissza kastélyába, amikor behódolt a Tokugava-sógunátusnak.
1879-ben Okinavát Japánhoz csatolták és a Suri várkastély elhagyatottá vált. 1925-ben ugyan nemzeti kinccsé nyilvánították, azonban az 1945-ös okinavai csata során az amerikai bombák földig rombolták. Később a területen a Rjúkjúi Egyetem egyik campusa működött. 1958-ban rekonstruálták a Sureimon kaput. Az eredeti kastélyt 1992-re építették újjá.
2019. október 31-én tűz ütött ki a várkastélyban, mintegy 4800 m²-nyi terület pusztult el, köztük a főépület, az Északi és a Déli csarnok. Több mint 100 tűzoltónak, 10 órányi oltás után sikerült a lángokat megfékezni. Naha városa közösségi finanszírozás keretében kért segítséget az újjáépítési költségek fedezéséhez, 2019. november 6-ig mintegy 377 millió japán jen (több mint egymilliárd forint) gyűlt össze, több mint 27 000 adományozótól.

## Jellemzői
A várkastély főépülete az 1700-as években épült Szeiden (正殿; Hepburn: Seiden), melyet eredeti formájában állítottak helyre az 1992-es újjáépítés során. A Hokuden (北殿) (Északi csarnok), Nanden (南殿) (Déli csarnok) és a Hósinmon (奉神門; Hepburn: Hōshinmon) (Hósin-kapu) veszi körül. A két csarnokot múzeummá alakították; régen a kínai és a japán küldöttek fogadására szolgáltak. A Szeiden előtt terül el az Una-tér (御庭), ahol a ceremóniákat tartották. A várkastély körül számos templom állt egykor, az Enkaku-dzsi templom a várkastély északi részén található, melynek egy részét helyreállították. A kastély területén egy mesterséges tó is található, melyet 1427-ben hozott létre egy hivatalnok, miután Kínában tanulmányozta a kertépítést.

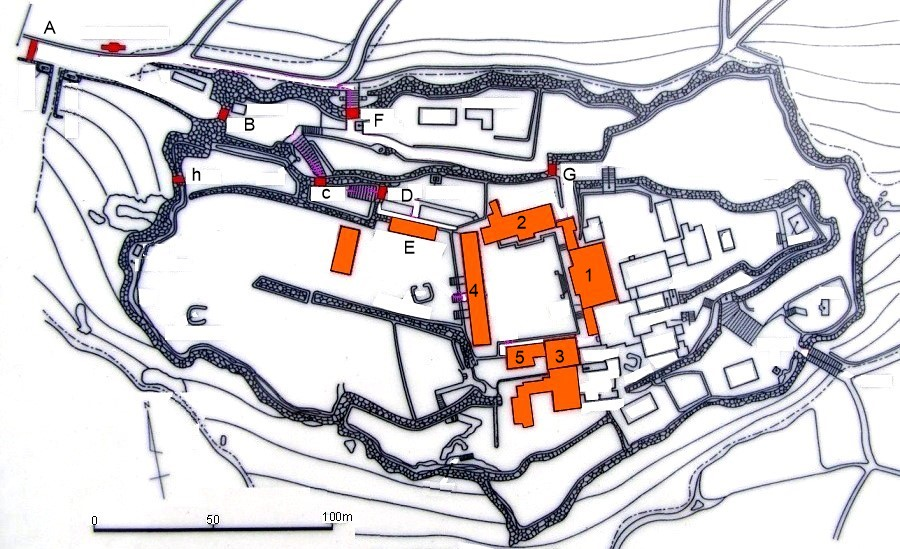
1: Szeiden; 2: Hokuden; 3: Nanden; 4: Hósinmon; 5: Bandokoro; A: Sureimon; B: Kankaimon; C: Zuiszenmon; D: Rókokumon; E: Kófukumon; F: Kjúkeimon; G: Uekimon; H: Kobikimon

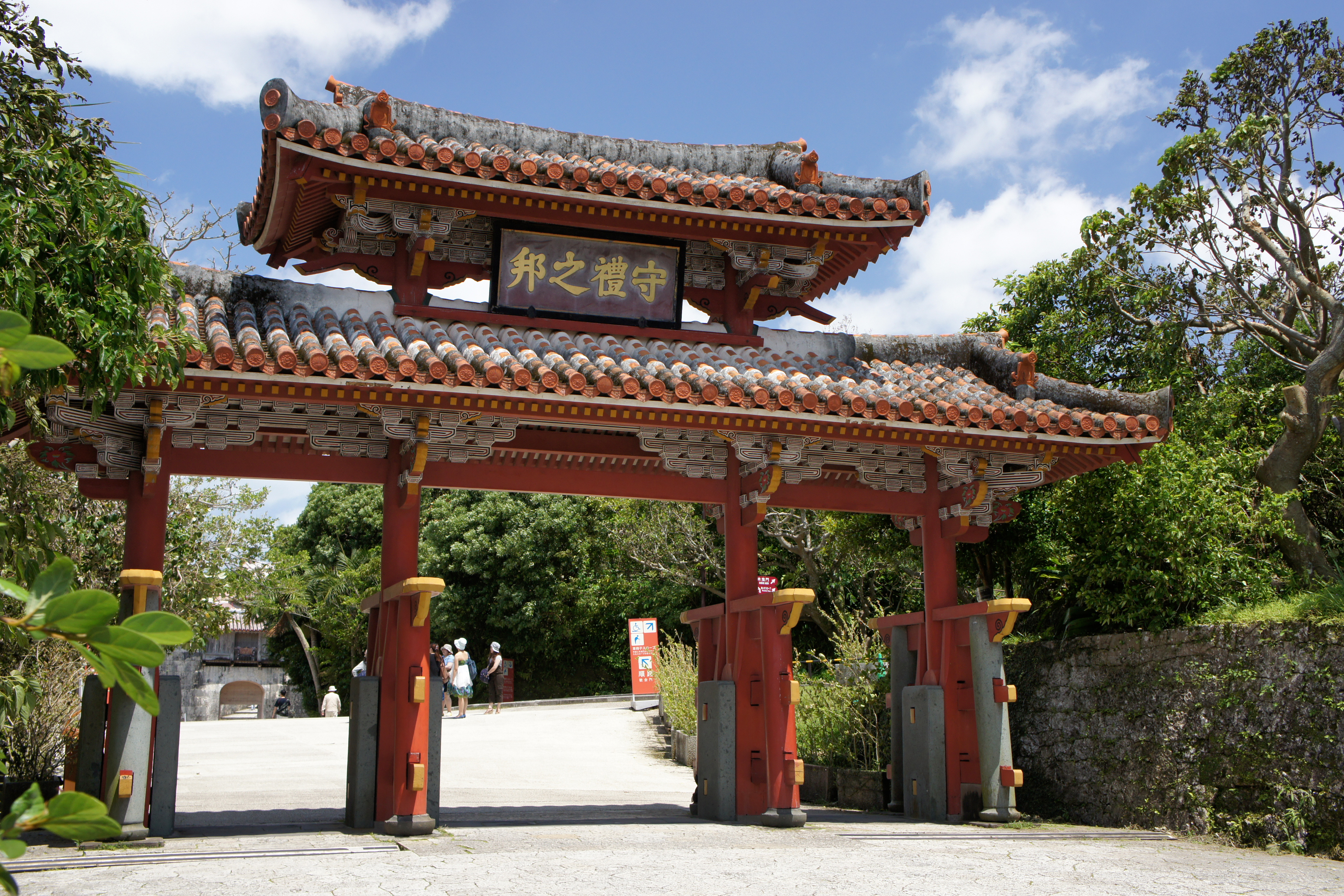
Sureimon
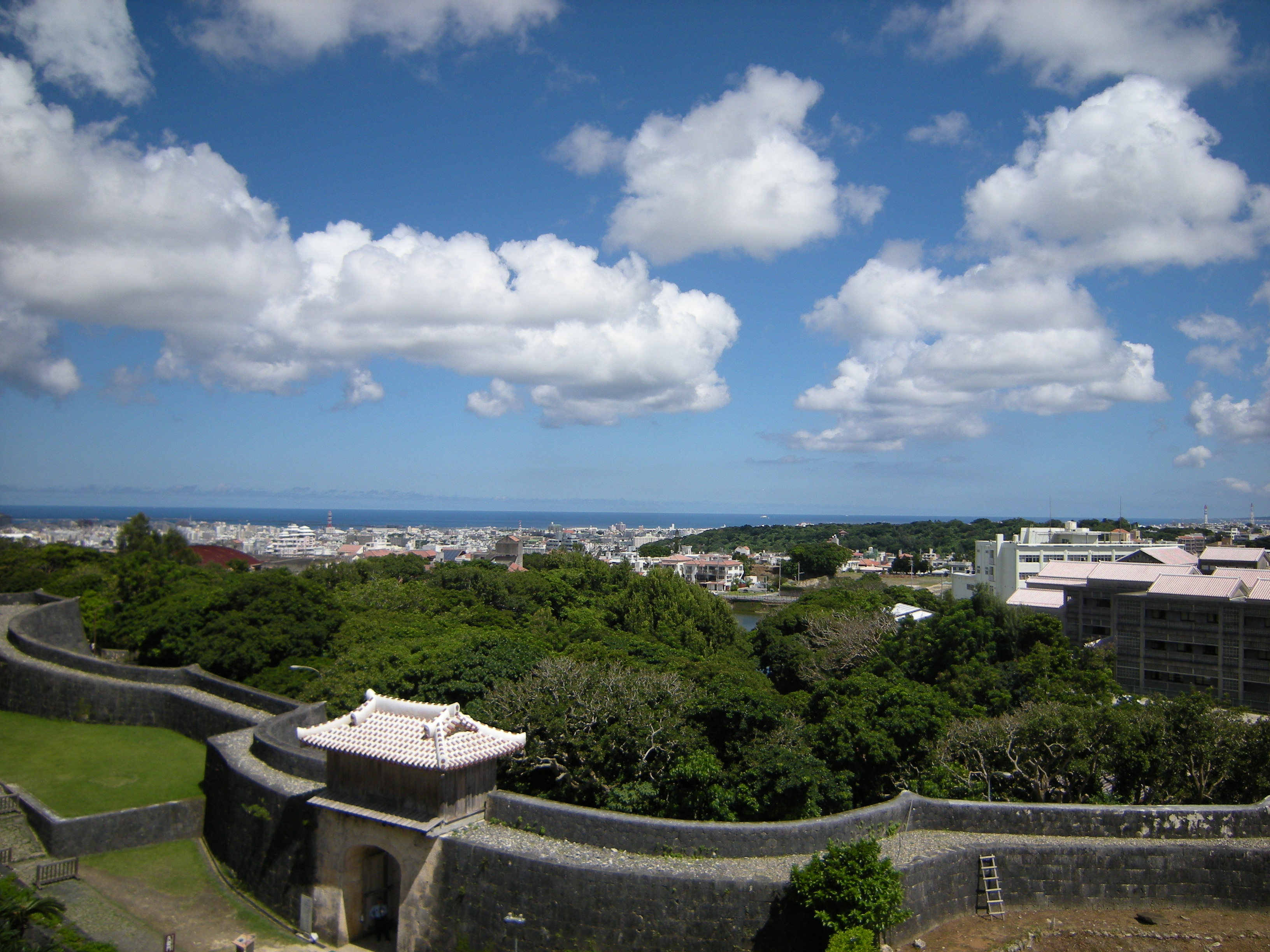
Várfal
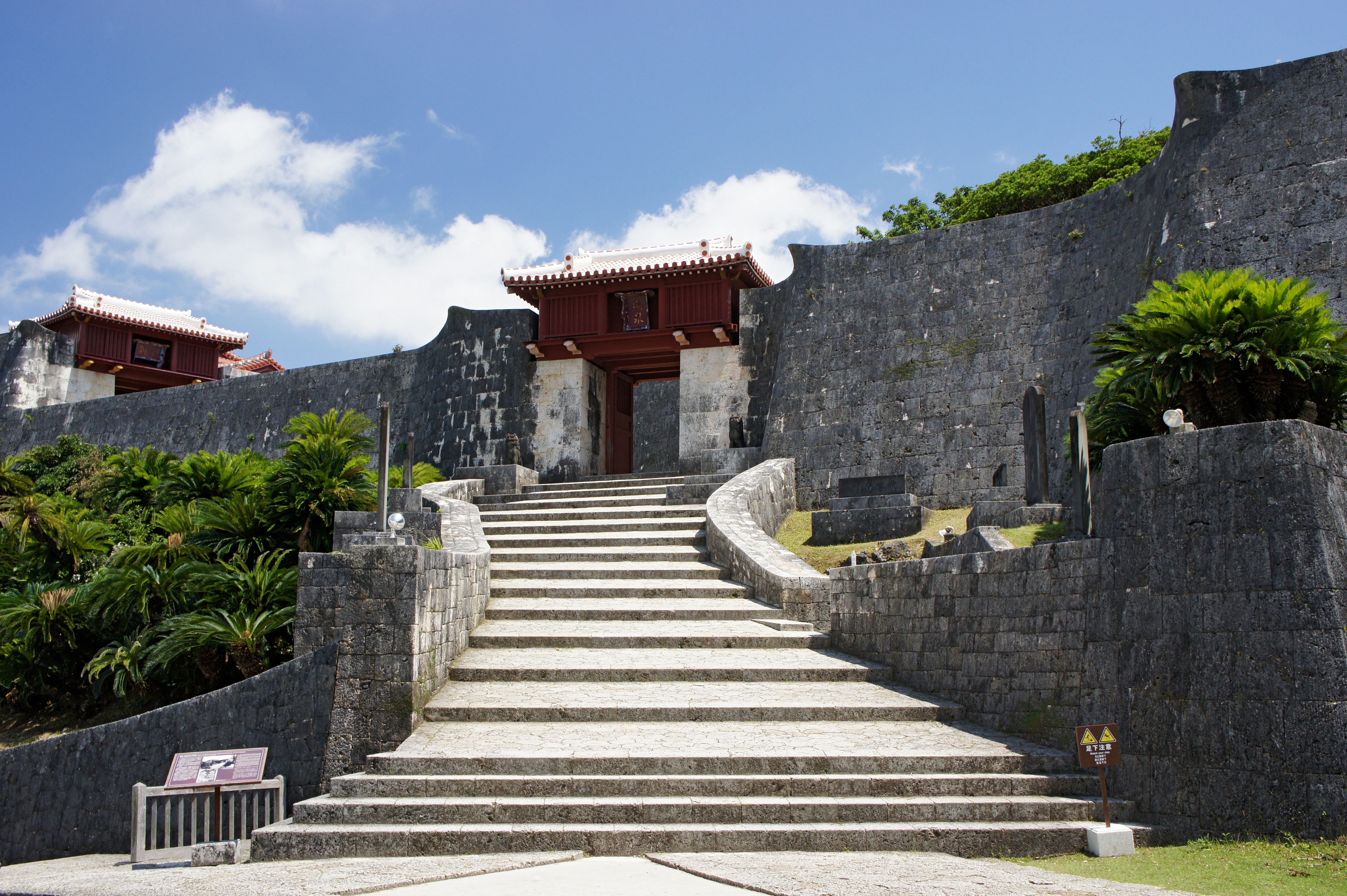
Zuiszenmon
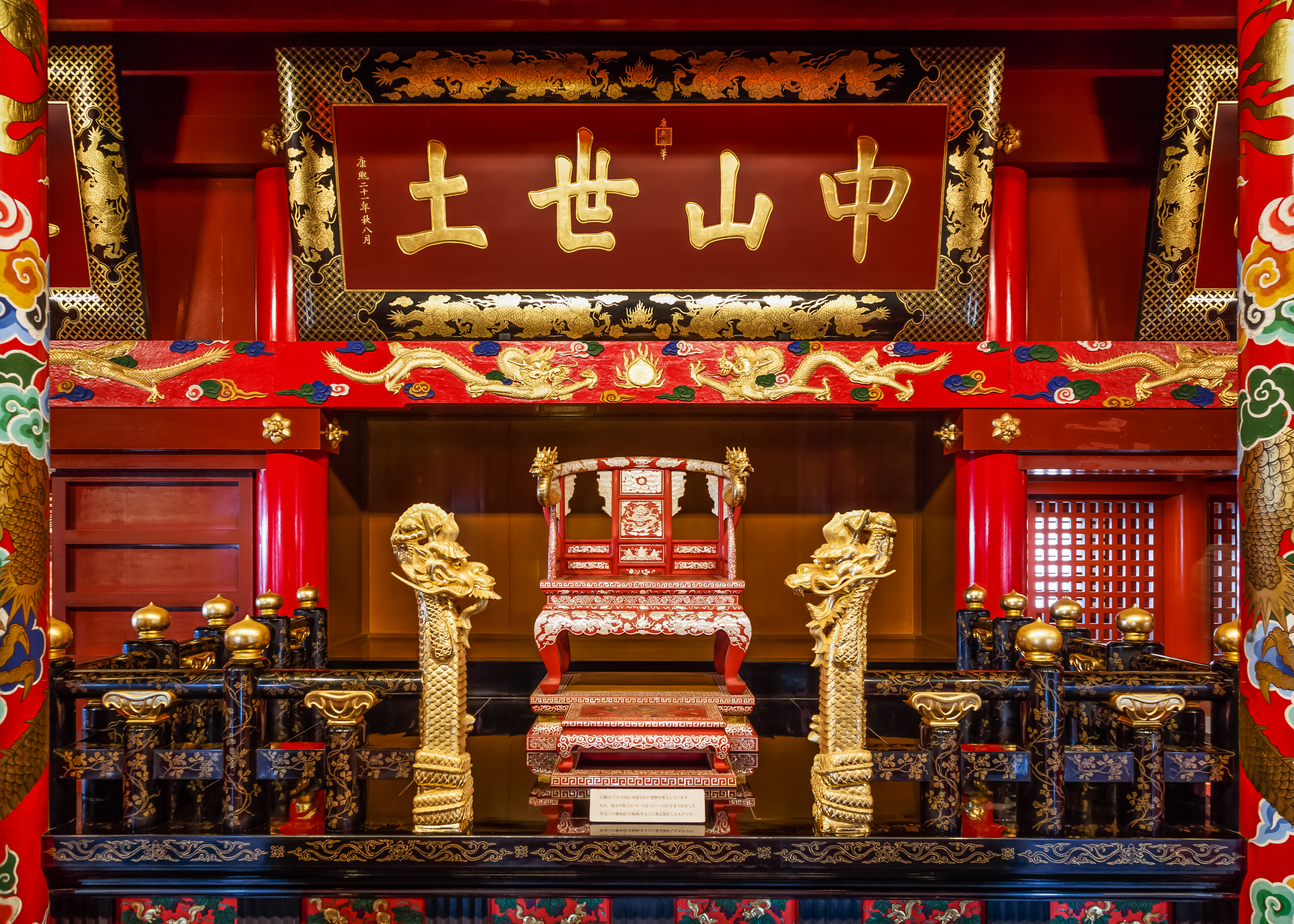
Trónterem